# Gaspare Grasselini
Gaspare Grasselini, C.O., italijanski rimskokatoliški duhovnik in kardinal, * 19. januar 1796, Palermo, † 16. september 1875.

## Življenjepis
16. junija 1856 je bil povzdignjen v kardinala in imenovan za kardinal-diakona Ss. Vito, Modesto e Crescenzia. 20. decembra 1867 je bil imenovan za kardinal-diakona S. Maria ad Martyres.